# Eredivisie 2008-09
La Eredivisie 2008-09 fue la 53.ª edición de la Eredivisie. La temporada se inició el 29 de agosto de 2008 y terminó el 10 de mayo de 2009. El campeón fue el AZ Alkmaar, que obtuvo su segunda Eredivisie.

## Equipos

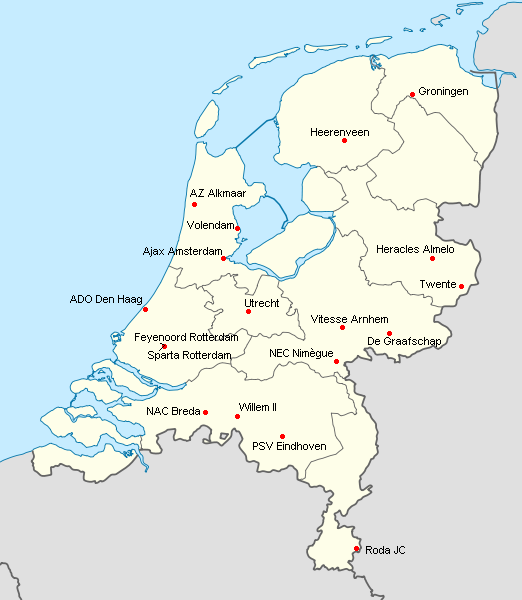
Localización de los equipos.

| Equipo           | Ciudad     | Estadio                    | Capacidad |
| ---------------- | ---------- | -------------------------- | --------- |
| ADO Den Haag     | La Haya    | Den Haag Stadion           | 15.000    |
| Ajax             | Ámsterdam  | Amsterdam ArenA            | 51.638    |
| AZ               | Alkmaar    | DSB Stadion                | 17.150    |
| Feyenoord        | Róterdam   | Stadion Feijenoord         | 51.137    |
| De Graafschap    | Doetinchem | De Vijverberg              | 12.600    |
| FC Groningen     | Groninga   | Euroborg                   | 22.329    |
| SC Heerenveen    | Heerenveen | Abe Lenstra Stadion        | 26.100    |
| Heracles Almelo  | Almelo     | Polman Stadion             | 8.500     |
| NAC Breda        | Breda      | Estadio Rat Verlegh        | 17.254    |
| N.E.C.           | Nimega     | McDOS Goffertstadion       | 12.470    |
| PSV              | Eindhoven  | Philips Stadion            | 35.119    |
| Roda JC          | Kerkrade   | Parkstad Limburg Stadion   | 19.979    |
| Sparta Rotterdam | Róterdam   | Sparta-Stadion Het Kasteel | 11.026    |
| FC Twente        | Enschede   | De Grolsch Veste           | 24.244    |
| FC Utrecht       | Utrecht    | Stadion Galgenwaard        | 24.426    |
| Vitesse          | Arnhem     | Gelredome                  | 26.600    |
| FC Volendam      | Volendam   | Kras Stadion               | 6.260     |
| Willem II        | Tilburgo   | Koning Willem II Stadion   | 14.637    |

## Tabla de posiciones
| Pos | Equipo                | PJ | PG | PE | PP | GF | GC | Pts |
| --- | --------------------- | -- | -- | -- | -- | -- | -- | --- |
| 1º  | AZ Alkmaar (C)        | 34 | 25 | 5  | 4  | 66 | 22 | 80  |
| 2º  | Twente                | 34 | 20 | 9  | 5  | 62 | 31 | 69  |
| 3º  | Ajax Ámsterdam        | 34 | 21 | 5  | 8  | 74 | 41 | 68  |
| 4º  | PSV Eindhoven         | 34 | 19 | 8  | 7  | 71 | 33 | 65  |
| 5º  | Heerenveen            | 34 | 17 | 9  | 8  | 66 | 57 | 60  |
| 6º  | Groningen             | 34 | 17 | 5  | 12 | 53 | 36 | 56  |
| 7º  | Feyenoord de Róterdam | 34 | 12 | 9  | 13 | 54 | 46 | 45  |
| 8º  | NAC Breda (G)         | 34 | 13 | 6  | 15 | 44 | 54 | 45  |
| 9º  | Utrecht               | 34 | 11 | 11 | 12 | 41 | 44 | 44  |
| 10º | Vitesse               | 34 | 11 | 10 | 13 | 41 | 48 | 43  |
| 11º | NEC Nijmegen          | 34 | 9  | 15 | 10 | 41 | 40 | 42  |
| 12º | Willem II             | 34 | 10 | 7  | 17 | 35 | 58 | 37  |
| 13º | Sparta Rotterdam      | 34 | 9  | 8  | 17 | 46 | 66 | 35  |
| 14° | ADO Den Haag          | 34 | 8  | 8  | 18 | 41 | 58 | 32  |
| 15º | Heracles Almelo       | 34 | 7  | 11 | 16 | 35 | 53 | 32  |
| 16º | Roda JC               | 34 | 7  | 9  | 18 | 38 | 58 | 30  |
| 17º | De Graafschap (D)     | 34 | 7  | 9  | 18 | 24 | 58 | 30  |
| 18º | Volendam (D)          | 34 | 7  | 8  | 19 | 38 | 67 | 29  |

PJ = Partidos jugados; PG = Partidos ganados; PE = Partidos empatados; PP = Partidos perdidos; GF = Goles a favor; GC = Goles en contra; Pts. = Puntos
|  | Clasificado para la fase de grupos de la UEFA Champions League 2009-10       |
|  | Clasificado para la tercera ronda previa de la UEFA Champions League 2009-10 |
|  | Clasificado para la ronda de play-offs de la UEFA Europa League 2009-10      |
|  | Clasificado para tercera ronda previa de la UEFA Europa League 2009-10       |
|  | Clasificado para el play-off para ingresar a la Europa League                |
|  | Clasificado para el play-off de descenso                                     |
|  | Descendido a Eerste Divisie                                                  |

| (C) Campeón                  |
| (G) Ganador de los play-offs |
| (D) Descendido               |

## Play-offs

### Play-offs para ingresar a laUEFA Europa League 2009-10

#### Semifinales
| Equipo #1 | Puntos | Equipo #2 | Partido 1 | Partido 2 | Partido 3    |
| --------- | ------ | --------- | --------- | --------- | ------------ |
| Utrecht   | 1–4    | Groningen | 3–3       | 0–4       | No disputado |
| NAC Breda | 6–0    | Feyenoord | 3–2       | 4–0       | No disputado |

#### Final
| Equipo #1 | Puntos | Equipo #2 | Partido 1 | Partido 2 | Partido 3    |
| --------- | ------ | --------- | --------- | --------- | ------------ |
| NAC Breda | 4–1    | Groningen | 1–1       | 2–0       | No disputado |

NAC Breda clasifica a la segunda ronda previa de la UEFA Europa League 2009-10.

### Play-offs de descenso

#### Ronda 1
| Equipo 1 | Agr. | Equipo 2  | Ida | Vuelta |
| -------- | ---- | --------- | --- | ------ |
| Telstar  | 0–1  | MVV       | 0–0 | 0–1    |
| TOP Oss  | 0–3  | Dordrecht | 0–2 | 0–1    |

#### Ronda 2
| Equipo #1 | Puntos | Equipo #2     | Partido 1 | Partido 2 | Partido 3    |
| --------- | ------ | ------------- | --------- | --------- | ------------ |
| MVV       | 1–4    | De Graafschap | 2–3       | 2–2       | No disputado |
| Excelsior | 1–4    | RKC Waalwijk  | 1–2       | 1–1       | No disputado |
| FC Zwolle | 3–6    | Cambuur       | 2–1       | 1–3       | 0–2          |
| Dordrecht | 1–4    | Roda JC       | 1–1       | 0–1       | No disputado |

#### Ronda 3
| Equipo #1    | Puntos         | Equipo #2     | Partido 1 | Partido 2 | Partido 3  |
| ------------ | -------------- | ------------- | --------- | --------- | ---------- |
| RKC Waalwijk | 6–3            | De Graafschap | 2–0       | 1–2       | 1–0        |
| Cambuur      | 3–3 (1-3 pen.) | Roda JC       | 0–0       | 1–1       | 2–2 (t.s.) |

RKC Waalwijk y Roda JC jugarán la Eredivisie 2009/10.

## Máximos goleadores
| Pos.           | Jugador          | Equipo         | Goles |
| -------------- | ---------------- | -------------- | ----- |
| 1              | Rodrigo Eli      | AZ             | 23    |
| 2              | Luis Suárez      | Ajax           | 22    |
| 3              | Marcus Berg      | Groningen      | 17    |
| 4              | Roy Makaay       | Feyenoord      | 16    |
| 4              | Danijel Pranjić  | Heerenveen     | 16    |
| 4              | Blaise Nkufo     | Twente         | 16    |
| 7              | Frank Demouge    | Willem II      | 14    |
| 8              | Ibrahim Afellay  | PSV            | 13    |
| 9              | Matthew Amoah    | NAC Breda      | 12    |
| 9              | Marko Arnautović | Twente         | 12    |
| Total:         | Total:           | Total:         | 870   |
| Partidos:      | Partidos:        | Partidos:      | 306   |
| Goles/Partido: | Goles/Partido:   | Goles/Partido: | 2.84  |

Web: ESPN Top Scorers